# Benjamin Proud
Benjamin Proud (Londen, 21 september 1994) is een Brits zwemmer. Hij vertegenwoordigde zijn vaderland op de Olympische Zomerspelen 2016 in Rio de Janeiro. In 2017 werd Proud wereldkampioen op de 50 meter vlinderslag en in 2018 werd hij Europees kampioen op de 50 meter vrije slag.

## Carrière
Bij zijn internationale debuut, op de wereldkampioenschappen zwemmen 2013 in Barcelona, strandde Proud in de halve finales van de 50 meter vlinderslag en in de series van de 50 meter vrije slag.
Tijdens de Gemenebestspelen 2014 in Glasgow, waar Proud zwom namens Engeland, veroverde hij de gouden medaille op zowel de 50 meter vrije slag als de 50 meter vlinderslag, daarnaast werd hij uitgeschakeld in de halve finales van de 100 meter vrije slag. Op de 4x100 meter vrije slag legde hij samen met Adam Brown, James Disney-May en Adam Barrett beslag op de bronzen medaille. Op de Europese kampioenschappen zwemmen 2014 in Berlijn sleepte de Brit de bronzen medaille in de wacht op de 50 meter vlinderslag, daarnaast eindigde hij als vierde op de 50 meter vrije slag en strandde hij in de halve finales van de 100 meter vrije slag. Samen met Chris Walker-Hebborn, Adam Peaty en Adam Barrett werd hij Europees kampioen op de 4x100 meter wisselslag.
Op de wereldkampioenschappen zwemmen 2015 in Kazan eindigde hij achtste op zowel de 50 meter vrije slag als de 50 meter vlinderslag.
Tijdens de Europese kampioenschappen zwemmen 2016 in Londen behaalde Proud de bronzen medaille in zowel de 50 meter vrije slag als de 50 meter vlinderslag. In Rio de Janeiro nam de Brit deel aan de Olympische Zomerspelen van 2016. Op dit toernooi eindigde hij als vijfde op de 50 meter vrije slag, op de 100 meter vrije slag strandde hij in de series.
Op de wereldkampioenschappen zwemmen 2017 in Boedapest werd Proud wereldkampioen op de 50 meter vlinderslag, op de 50 meter vrije slag legde hij beslag op de bronzen medaille. Tijdens de Europese kampioenschappen zwemmen 2018 werd Proud Europees kampioen op de 50 meter vrije slag.
In 2021 nam Proud een tweede keer deel aan de Olympische Zomerspelen. In de finale van de 50m vrije slag eindigde hij op de 5e plaats, in dezelfde tijd als Kristian Golomeev. Eind 2021 behaalde Proud een eerste wereldtitel dankzij winst op de 50m vrije slag op de Wereldkampioenschappen kortebaanzwemmen in Abu Dhabi. In deze finale was Proud te sterk voor Ryan Held en Joshua Liendo. In juni 2022 werd Proud ook wereldkampioen op de 50m vrije slag in 50m-bad. Dit keer liet hij Michael Andrew en Maxime Grousset achter zich. In de finale van de 50 meter vrije slag op het Wereldkampioenschappen kortebaanzwemmen 2022 moest hij zijn meerdere erkennen in Jordan Crooks. Proud werd wel voor een derde keer Europees kampioen dankzij winst in de finale op de 50 meter vrije slag. Tussendoor won Proud op de Gemenebestspelen van 2022 ook goud op de 50 meter vrije slag en de 50 meter vlinderslag. Proud was hiermee de eerste zwemmer die in hetzelfde jaar goud haalde op een WK, een EK als de gemenebestspelen.
Op de Europese kampioenschappen kortebaanzwemmen 2023 behaalde Proud 3 Europese titels: individueel was hij de beste in de finale van de 50 meter vrije slag. Daarnaast zwom hij samen met Matt Richards, Alexander Cohoon en Lewis Burras naar goud op de 4x50 meter vrije slag. Samen met Lewis Burras, Anna Hopkin en Freya Anderson was Proud ook nog goed voor goud op de 4x50 meter vrije slag voor gemengde teams. Tijdens de 50m vrije slag op het WK van 2023 zwom Proud naar brons.
In 2024 nam Proud voor de derde keer aan de Olympische Zomerspelen. In Parijs behaalde Proud zijn eerste Olympische medaille dankzij een tweede plaats in de finale van de 50m vrije slag, achter Cameron McEvoy en voor de Fransman Florent Manaudou. In 2025 behaalde Proud de zilveren medaille op de 50m vrije slag tijdens het WK in Singapore.

## Internationale toernooien
| Jaar | Olympische Spelen                         | WK langebaan                                                                                        | WK kortebaan                              | EK langebaan                                                                  | EK kortebaan                                                 | Gemenebestspelen                                                             |
| ---- | ----------------------------------------- | --------------------------------------------------------------------------------------------------- | ----------------------------------------- | ----------------------------------------------------------------------------- | ------------------------------------------------------------ | ---------------------------------------------------------------------------- |
| 2013 |                                           | 18e 50m vrije slag 11e 50m vlinderslag                                                              |                                           |                                                                               | geen deelname                                                |                                                                              |
| 2014 |                                           | | geen deelname                             | 4e 50m vrije slag · 14e 100m vrije slag · 50m vlinderslag · 4x100m wisselslag |                                                              | 50m vrije slag · 9e 100m vrije slag · 50m vlinderslag · 4x100m vrije slag    |
| 2015 |                                           | 8e 50m vrije slag 23e 200m vrije slag 8e 50m vlinderslag 10e 4x100m vrije slag 4e 4x100m wisselslag |                                           |                                                                               | geen deelname                                                |                                                                              |
| 2016 | 5e 50m vrije slag 29e 100m vrije slag     | | geen deelname                             | 50m vrije slag · 37e 100m vrije slag · 50m vlinderslag · 7e 4x100m vrije slag |                                                              |                                                                              |
| 2017 |                                           | 50m vrije slag · 50m vlinderslag                                                                    |                                           |                                                                               | 50m vrije slag · 50m vlinderslag                             |                                                                              |
| 2018 |                                           | | DSQ finale 50m vrije slag                 | 50m vrije slag · 50m vlinderslag                                              |                                                              | 50m vrije slag · DSQ 50m vlinderslag · 4x100m vrije slag · 4x100m wisselslag |
| 2019 |                                           | 5e 50m vrije slag 7e 50m vlinderslag 5e 4×100m vrije slag                                           |                                           |                                                                               | geen deelname                                                |                                                                              |
| 2020 | Geen toernooien vanwege de coronapandemie | Geen toernooien vanwege de coronapandemie                                                           | Geen toernooien vanwege de coronapandemie | Geen toernooien vanwege de coronapandemie                                     | Geen toernooien vanwege de coronapandemie                    | Geen toernooien vanwege de coronapandemie                                    |
| 2021 | 5e 50m vrije slag                         | | 50m vrije slag · 6e 4x100m vrije slag     | 50m vrije slag                                                                | geen deelname                                                |                                                                              |
| 2022 |                                           | 50m vrije slag · 7e 50m vlinderslag                                                                 | 50m vrije slag                            | 50m vrije slag                                                                |                                                              | 50m vrije slag · 50m vlinderslag                                             |
| 2023 |                                           | 50m vrije slag · 5e 50m vlinderslag                                                                 |                                           |                                                                               | 50m vrije slag · 4x50m vrije slag · 4x50m vrije slag gemengd |                                                                              |
| 2024 | 50m vrije slag                            | 50m vrije slag                                                                                      | geen deelname                             | geen deelname                                                                 |                                                              |                                                                              |
| 2025 |                                           | 50m vrije slag · 5e 50m vlinderslag                                                                 |                                           |                                                                               | 2-7 december                                                 |                                                                              |

## Persoonlijke records
Bijgewerkt tot en met 3 augustus 2025
Kortebaan
| Afstand         | Tijd           | Datum            | Plaats     |
| --------------- | -------------- | ---------------- | ---------- |
| 50m vrije slag  | 20,18 (ER, NR) | 7 december 2023  | Otopeni    |
| 100m vrije slag | 45,97 (NR)     | 20 december 2015 | Sheffield  |
| 50m vlinderslag | 22,18 (NR)     | 16 december 2017 | Kopenhagen |

Langebaan
| Afstand         | Tijd       | Datum           | Plaats    |
| --------------- | ---------- | --------------- | --------- |
| 50m vrije slag  | 21,11 (NR) | 8 augustus 2018 | Glasgow   |
| 100m vrije slag | 48,52      | 11 maart 2016   | Edinburgh |
| 50m vlinderslag | 22,74 (NR) | 27 juli 2025    | Singapore |